# ۳-متیل‌هپتان
۳-متیل‌هپتان (به انگلیسی: 3-Methylheptane) یک ترکیب شیمیایی با شناسه پاب‌کم ۱۱۵۱۹ است. شکل ظاهری این ترکیب، مایع شفاف بی‌رنگ است.